# خورخه لوسیانو مونتویا

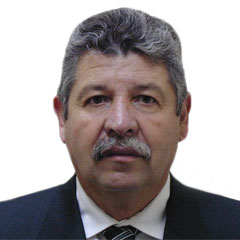

خورخه لوسیانو مونتویا (لا کارلوتا، ۲۹ دسامبر ۱۹۴۹) یک تولیدکننده کشاورزی آرژانتینی و سیاستمدار حزب عدالت‌گرا است. او بین فوریه و دسامبر ۲۰۰۳ به عنوان یک سناتور ملی برای استان کوردوبا و همچنین معاون ملی بین سال‌های ۲۰۰۳ و ۲۰۰۶ و بین سال‌های ۲۰۰۷ تا ۲۰۱۱، در کنار سایر سمت‌ها خدمت کرده‌است. او در سال ۱۹۴۹ در لاکارلوتا (بخش خوارز سلمن، استان کوردوبا) به دنیا آمد. وی خود را وقف فعالیت‌های کشاورزی کرد.